# Stenophrixothrix panamensis
Stenophrixothrix panamensis är en skalbaggsart som beskrevs av Wittmer 1988. Stenophrixothrix panamensis ingår i släktet Stenophrixothrix och familjen Phengodidae. Inga underarter finns listade i Catalogue of Life.